# Street Cleaning Simulator
Street Cleaning Simulator (Kehrmaschinen-Simulator 2011) è un videogioco di simulazione per PC pubblicato nel 2011 dalla società tedesca Astragon, specializzata in software di simulazione. Il gioco ha iniziato a essere conosciuto dopo che il sito di videogiochi GameSpot lo ha valutato con un punteggio di 1,5, con conseguente punteggio da parte della community di 9,1, essendo diventato un argomento di battute sul sito.

## Accoglienza
Street Cleaning Simulator ha ricevuto critiche prevalentemente negative. Nonostante GameSpot abbia elogiato l'"alta fedeltà dei veicoli pulitori", esso ha anche asserito che "Street Cleaning Simulator può essere considerato solo un simulatore di un mondo nel quale la legge di gravità non esiste", dandogli un punteggio di 1,5 su 10.